# تشارلز ريتشموند ميتشيل
تشارلز ريتشموند ميتشيل هو قاضي ومحامي كندي، ولد في 20 نوفمبر 1872 في نيوكاسل ‏ في كندا، وتوفي في 16 أغسطس 1942 في إدمونتون في كندا.